# Porpita porpita
Porpita porpita (Linnaeus, 1758) é um organismo marinho que consiste numa colónia globular de hidróides que ocorre nas águas tropicais dos oceanos Pacífico, Atlântico e Índico. Embora seja frequentemente confundido com as águas-vivas, que também pertencem ao filo Cnidaria, a espécie é completamente distinta, integrando a classe Hydrozoa.

## Descrição
P. porpita é um organismo pelágico que flutua passivamente à superfície do oceano (plêuston), constituído por duas partes distintas: (1) um flutuador discóide, endurecido e achatado, com cerca de 3 cm de diâmetro e cor amarelada a acastanhada; (2) a colónia de hidróides, formando estruturas alongadas semelhantes a tentáculos ramificados, azulados, que dão ao conjunto um aspecto globoso semelhante ao das medusas. Cada cadeia de hidróides (os "tentáculos") apresenta numerosas ramificações curtas, cada uma delas terminando numa estrutura espessada recoberta por nematocistos (células urticantes). Apesar da presença de numerosos nematocistos, a espécie não apresenta elevada toxicidade e quando em contacto com a pele humana causa em geral apenas irritação passageira.
A espécie alimenta-se da matéria orgânica com que colida durante a flutuação, incluindo organismos vivos e restos mortais. Na sua dieta predominam os pequenos peixes, ovos e zooplâncton. A colónia tem uma única abertura ("boca"), localizada por debaixo do flutuador, que é usada para ingerir os alimentos e para a expulsão dos restos alimentares e produtos da digestão.
Sendo um flutuador passivo, a espécie é presa fácil de vários organismos, com destaque para o nudibrânquio Glaucus atlanticus (uma lesma-do-mar) e para os búzios-violeta do género Janthina.. 